# Юрій Слоденьк
Юрій Слоденьк, німецький варіант — Георг Мельцер (в. -луж. Jurij Słodeńk; нім. Georg Melzer; нар. 4 вересня 1873, Паншвіц-Кукау, Лужиця, Німеччина — 29 червня 1945, Будішин, Німеччина) — серболужицький письменник, публіцист, громадський діяч, педагог, музикант і композитор. Один із засновників серболужицької культурно-просвітницької організації «Домовіна».

## Біографія
Народився в 1873 році в селянській родині в серболужицькому селі Паншвіц-Кукау в околицях Баутцена. З 1888 по 1894 роки навчався в Католицькому педагогічному училищі в Будішині. З 1894 по 1899 роки — вчитель в Радібор, з 1899 по 1933 роки — вчитель в серболужицьких селах Панчіци і Куков.
У 1864 році вступив в культурно-просвітницьку організацію «Матиця сербська». Довгі роки був головою музичного відділу цієї організації. У 1895 році заснував в Радібор хор «Meja» і в 1907 році — хор «Lipa Serbska» в Панчіцях. У 1912 році був одним із засновників серболужицької культурно-просвітницької організації «Домовіна». З 1923 року — головний диригент Союзу серболужицьких пісенних товариств (Zwjazk serbskich spěwarskich towarstwow). З 1927 року брав участь у виданні четвертого випуску пісенника «Towaŕšny spěwnik za serbskí lud» композитора Корли Фідлера.
У 1908 році видав окремим виданням твір «Na mórskich brjohach», який раніше публікувався на сторінках газети «Katolski Posoł». З 1923 по 1937 опублікував понад шістсот заміток в розділі «Wobrazy ze wsy» (Нотатки з села) в газеті «Serbske Nowiny». Опублікував кілька повістей в літературному журналі «Łužica».
Після приходу до влади нацистів був відсторонений від педагогічної діяльності і примусово відправлений на пенсію. Проживав в Будішині до своєї кончини в 1945 році.